# شکربوته معمولی
شکربوته معمولی (نام علمی: Protea caffra) نام یک گونه از سرده شکربوته‌ها است.